# 黃文雄 (作家)
黃文雄（1938年12月5日—2024年7月）是台灣裔日本作家，出身自台灣高雄州岡山郡岡山街（今高雄市岡山區），1964年赴日本留學，早稻田大學商學部畢業、得到明治大學西洋經濟史學碩士學位。後來曾擔任日本台灣同鄉會會長、世界台灣同鄉會副會長、台灣獨立建國聯盟日本本部委員長、拓殖大學日本文化研究所客座教授及維新政黨・新風講師。著有《中國的沒落》一書。其持极端台独立场，言论常使親中派巨大不滿。

## 學習過程及經歷
1938年出生，小學前期受日本教育，二次大戰時避盟軍對岡山海軍61航空場的空襲，疏開到田寮。1945年日本殖民統治結束後，國小三年級開始接受中華民國教育。初中就讀高雄中學，高中就讀於岡山高中。在國軍服役3年後，於1964年1月到達日本，同年4月進入早稻田大學，在商科讀5年畢業後，轉明治大學讀西洋經濟史，得碩士學位。黃文雄於1964年10月加入台灣青年會（今台獨聯盟）。1965年開始參與學生運動。1966年，台灣學生聯誼會創辦《台生報》，黃文雄擔任第一屆主編，開始大量書寫。同年，黃文雄擔任在日台灣學生聯誼會總幹事。1983年至1986年擔任日本同鄉會會長。黃文雄自1975年開始出書，1989年出版的《中國不再開花》（日文書名：《中国にもう花は咲かない》）在天安門事件後成為暢銷書，開始以寫作維生。

## 寫作
就南京大屠杀他说过日军罪行的程度比起华军或苏军占领的城市要轻多了。与之类似还有一些否定论者说美军在太平洋战争后占领日本本土时也有相同的罪行，這些書籍除了受到西方戰史研究者的爭議之外，他的書長期在中國大陸列為禁書，新華社更多次發文斥責之。卻屢次錯誤把他與刺蔣案的黃文雄混在一起，把其寫成「出生在新竹」等等。

## 评价
- 2001年4月，据在首尔发行的台湾《中央日報》报道，当时黄文雄以及《台灣論》漫画原作者兼“新历史教科书编纂会”理事小林善紀等，在出席“新历史教科书编纂会”举办的座谈会上，发表了“韩、中学者学识疏浅之妄言”的言论，就引起了韩国各大报纸的鞭挞。此外，黄文雄与日本部份团体所发表的一系列言论，还曾遭到韩国第一大报《朝鲜日报》與第一大晚报《文化日报》刊载整版文章进行讨伐，使台灣形象惡化。[來源請求]
- 他說，「今日香港，明日臺灣，後天沖繩」。這句話的意思是「在香港之後，中國將侵略台灣，之後是 "沖繩"」。[1][8]

## 著作

### 中文著作
- 《中國搞什麼鬼》（日文版翻譯）
- 《中國的沒落》，前衛出版社1989年10月初版，ISBN 978-957-8994-26-3
- 《台灣國家的條件》，前衛出版社1990年12月初版，ISBN 978-957-9512-15-2
- 《辯說學入門》，自立晚報文化出版部1991年6月初版
- 《震盪世界的日本》，自立晚報文化出版部1992年7月初版，ISBN 978-957-596-188-6
- 《中國解體論》，自立晚報文化出版部1992年11月初版，ISBN 978-957-596-211-1
- 《中國食人文化101謎》，前衛出版社1993年6月初版，ISBN 978-957-9512-73-2
- 《台灣人的價值觀》，前衛出版社1993年8月初版，ISBN 978-957-8994-28-7
- 《中國富豪列傳》（日文版翻譯），楊碧川譯，一橋出版社1997年2月初版，ISBN 978-957-98898-0-3
- 《豬狗牛：中國沙豬、日本狗、台灣牛》（日文版翻譯），前衛出版社1997年4月初版，ISBN 978-957-801-113-7
- 《日中美新三國志》，大作文化2000年4月初版，ISBN 978-957-8251-14-4
- 《陰謀學入門》，大作文化2000年6月初版，ISBN 978-957-8251-13-7
- 《中國投資誡》（日文版翻譯），草根出版公司2000年12月初版，ISBN 978-957-8466-50-0
- 《締造台灣的日本人》（日文版翻譯），楊碧川譯，一橋出版社2001年11月初版，ISBN 978-957-8251-29-8
- 《台灣，世界孤兒經濟》，一橋出版社2001年11月初版，ISBN 978-957-8251-21-2
- 《中國與近代東亞》，草根出版公司2001年1月初版，ISBN 978-957-8466-51-7
- 《日中戰爭：「中國八年抗戰」掩蔽的真相》（日文版翻譯），前衛出版社2002年6月初版，ISBN 978-957-801-362-9
- 《國父與阿Q》（日文版翻譯），前衛出版社2001年9月初版，ISBN 978-957-801-303-2
- 《中國沙豬、日本狗、台灣牛》（日文版翻譯），前衛出版社2003年5月初版，ISBN 978-957-801-386-5
- 《日本如何締造中華民國？》（日文版翻譯），前衛出版社2003年5月初版，ISBN 978-957-801-397-1
- 《中國食人史》，前衛出版社2005年3月初版，ISBN 978-957-801-459-6
- 《華禍》，前衛出版社2005年7月初版，ISBN 978-957-801-478-7
- 《中國瘟疫史：兼論SARS禍》，前衛出版社2005年7月初版，ISBN 978-957-801-476-3
- 《Ka-Ka:華禍 中國蝕虐全球的八大災難》，前衛出版社2006年12月初版，ISBN 978-957-801-515-9
- 《中國人的本性》，前衛出版社2007年1月初版，ISBN 978-957-801-513-5
- 《中國亡黨滅國的宿命》（日文版翻譯），前衛出版社2007年5月初版，ISBN 978-957-801-529-6
- 《台灣近未來》（日文版翻譯），前衛出版社2007年6月初版，ISBN 978-957-801-533-3
- 《中國噩夢履歷書：對中國懷有幻想的人請立刻覺醒！》（日文版翻譯），前衛出版社2007年8月初版，ISBN 978-957-801-540-1
- 《中國應向日本謝罪的9個理由》（日文版翻譯），前衛出版社2007年8月初版，ISBN 978-957-801-534-0
- 《中國大誤算：新中國領導人的負面遺產》（日文版翻譯），前衛出版社2007年8月初版，ISBN 978-957-801-541-8
- 《2008台灣國難》（日文版翻譯），前衛出版社2008年2月初版，ISBN 978-957-801-574-6
- 《新醜陋中國人：日中比較篇》（日文版翻譯），前衛出版社2008年2月初版，ISBN 978-957-801-575-3
- 《讀心術與辯說學入門》（日文版翻譯），草根出版公司2008年4月初版，ISBN 978-986-6656-05-7
- 《日本留給台灣的精神文化遺產》（日文版翻譯），前衛出版社2008年5月初版，ISBN 978-957-801-591-3
- 《嫌中論》（日文版翻譯），前衛出版社2008年6月初版，ISBN 978-957-801-593-7
- 《中國現象、中國笑話》（日文版翻譯），玉山社出版公司2008年8月初版，ISBN 978-986-6789-32-8
- 《辛亥民國一百騙：你有所不知的真正精彩一百》，前衛出版社2011年10月初版，ISBN 978-957-801-675-0
- 《哲人政治家李登輝之「我」》，前衛出版社2011年10月初版，ISBN 978-957-801-676-7

### 日文著作
- 《醜い中国人》
- 《捏造された日本史》
- 《中華思想の罠に嵌った日本》
- 《韓国は日本人がつくった》
- 《台湾は日本人がつくった》
- 《日本人が台湾に遺した武士道精神》
- 《日中戦争知られざる真実》
- 《満州国の遺産》
- 《つけあがるな中国人うろたえるな日本人》
- 《どこまで中国に喰われ続けるのか》
- 《中国が死んでも日本に勝てない７つの理由》
- 《歴史から消された日本人の美徳》
- 《中国・韓国の反日歴史教育の暴走》
- 《日本人はなぜ世界から尊敬され続けるのか》